# 세나두 광장

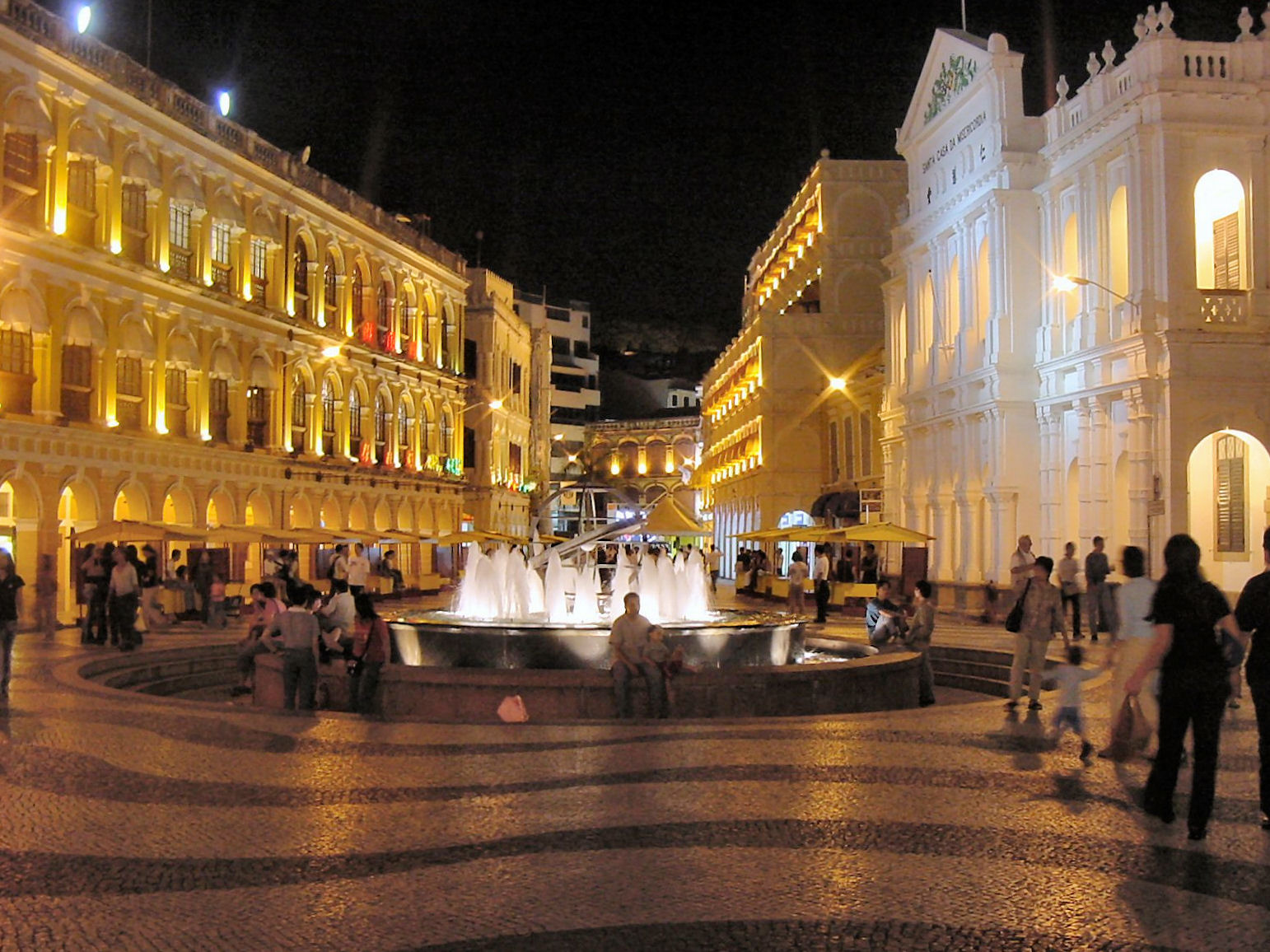
밤의 세나두 광장

세나두 광장(중국어: 議事亭前地, 포르투갈어: Largo do Senado)은 마카오의 광장이다. 유네스코 마카오 역사지구 세계유산의 일부이다.

## 광장 주변 건물
- 민정총서대루